# Plateau van Graetheide

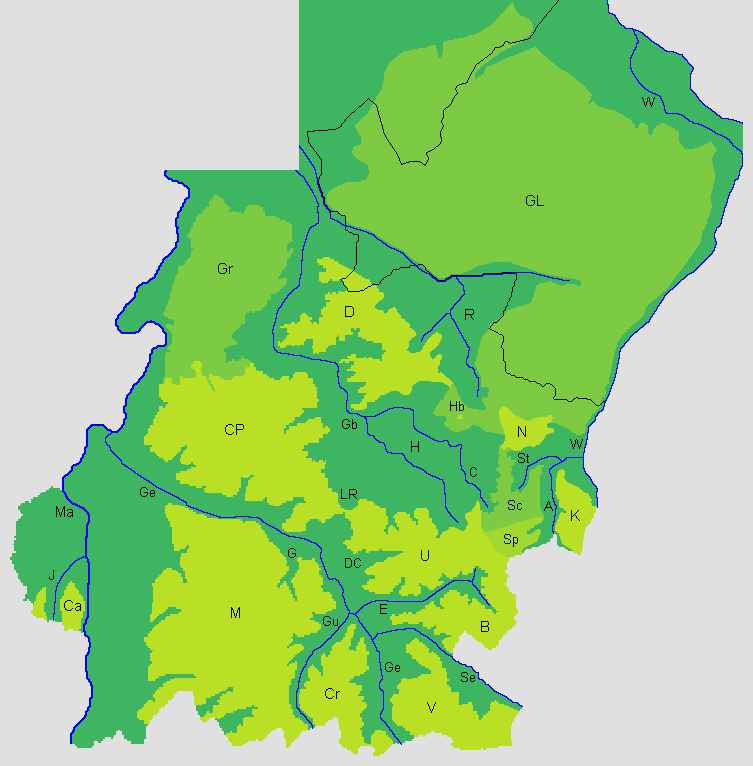
Gr. Plateau van Graetheide

Het Plateau van Graetheide of Graetheideplateau is een laaggelegen plateau in Nederlands Zuid-Limburg dat ontstaan is door de erosie van omliggende rivieren en beken. Het gebied is een licht golvende laagvlakte. Ze strekt zich uit van Einighausen in het noorden, Geleen in het oosten, Beek in het zuiden, Elsloo in het zuidwesten en Stein in het westen. De naam van het plateau verwijst naar het voormalige heidegebied de Graetheide.

## Geschiedenis
Ten tijde van Zwentibold was het plateau vrijwel geheel begroeid met het Graetbos.

## Geografie
Het plateau wordt aan de westzijde begrensd door het dal van de Maas, aan de oostzijde door het Geleenbeekdal met de Geleenbeek (met daarachter het Plateau van Doenrade) en in het zuiden gaat het over in het Centraal Plateau.
In tegenstelling tot andere plateaus in Zuid-Limburg is dit lage plateau maar beperkt merkbaar.
In het uiterste zuidwesten is de Kniensheuvel onderdeel van het plateau. Ongeveer midden op het plateau ligt de Heksenberg.

## Geologie
Het gebied van het plateau wordt door meerdere breuken doorkruist, waaronder de Feldbissbreuk, Geleenbreuk, Heerlerheidebreuk, Benzenraderbreuk, Neerbeekbreuk en de Elsloobreuk. De noordrand van het plateau volgt de Feldbissbreuk, de oostrand en westrand respectievelijk het Geleenbeekdal en het Maasdal, in het zuiden wordt het plateau begrensd door het Centraal Plateau bestaande uit zand en grind uit het Laagpakket van St. Pietersberg. Het Plateau van Graetheide is ontstaan toen de Westmaas hier in het midden Pleistoceen zand en Maasgrind afzette. Het grootste gedeelte stamt uit het Saalien en betreft afzettingen uit het Laagpakket van Caberg. Het gebiedje van de Heksenberg is echter ouder dan het grootste deel van plateau en werd meer dan 150.000 jaar eerder door de Westmaas afgezet tijdens het Cromerien en Holsteinien, bestaande uit zand en Maasgrind van het Laagpakket van Rothem. Andere afzettingen uit dit laagpakket bevinden zich aan de zuidrand van het plateau bij Terhagen, Catsop (Kniensheuvel en omgeving) en de zuidrand van Beek. Dat terwijl aan de noordwest- en noordrand van het plateau de jongere afzettingen van het Laagpakket van Gronsveld te vinden zijn die stammen uit het Saalien en Eemien. Bovenop de Maasafzettingen werd er in het Laat Pleistoceen (Weichselien) löss afgezet uit het Laagpakket van Schimmert.